# Liam Williams
Liam Brian Williams (Swansea, 9 de abril de 1991) es un jugador británico de rugby que se desempeña como fullback y juega en los Saracens de la inglesa Premiership Rugby. Es internacional con los Dragones rojos desde 2012.

## Selección nacional
Representó a su selección juvenil, compitiendo en el Campeonato Mundial. Williams jugó todos los partidos, marcó 3 tries y el equipo obtuvo en Italia 2011 el séptimo puesto.
Warren Gatland lo convocó a los Dragones rojos para disputar los test matches de mitad de año 2012 y debutó contra los Barbarians.
Hasta el momento lleva 56 partidos jugados y 60 puntos marcados, productos de doce tries.

### Participaciones en Copas del Mundo
| Mundial                       | Sede       | Resultado        | PJ | Tries |
| ----------------------------- | ---------- | ---------------- | -- | ----- |
| Copa Mundial de Rugby de 2015 | Inglaterra | Cuartos de final | 3  | 0     |
| Copa Mundial de Rugby de 2019 | Japón      | Semifinal        | 4  | 2     |
| Copa Mundial de Rugby de 2023 | Francia    | Cuartos de final | 4  | 1     |

### Leones Británico-Irlandeses
Fue seleccionado a los British and Irish Lions para participar de la histórica gira a Nueva Zelanda 2017. Williams jugó los 3 test-matches contra los All Blacks como titular.

## Palmarés y distinciones notables
- Campeón del Torneo de las Seis Naciones de 2012, 2013 y 2019.
- Campeón de la Premiership Rugby de 2017–18.
- Campeón del Pro14 de 2016–17.
- Campeón de la Premier Division de Gales de 2010–11.
- Seleccionado por los British and Irish Lions para la gira de 2017 en Nueva Zelanda[2]
- Seleccionado por los British and Irish Lions para la gira de 2021 en Sudáfrica [3]